# Pizzo Erra
Pizzo Erra är en bergstopp i Schweiz.   Den ligger i distriktet Leventina och kantonen Ticino, i den sydöstra delen av landet, 120 km sydost om huvudstaden Bern. Toppen på Pizzo Erra är 2 416 meter över havet, eller 307 meter över den omgivande terrängen. Bredden vid basen är 3,2 km.
Terrängen runt Pizzo Erra är huvudsakligen mycket bergig. Närmaste större samhälle är Biasca, 10,5 km sydost om Pizzo Erra. 
I omgivningarna runt Pizzo Erra växer i huvudsak blandskog. Runt Pizzo Erra är det ganska glesbefolkat, med 50 invånare per kvadratkilometer.